# Alessandro Cappabianca
Alessandro Cappabianca (Roma, 24 marzo 1937 – Marino, 23 giugno 2025) è stato un architetto, critico d'arte e critico cinematografico italiano.

## Biografia
Insegnò alla facoltà di architettura di Firenze. Negli anni 1970 era tra i curatori della collana "Cinema e informazione visiva" della Mazzotta di Milano. Tra i fondatori della rivista "Fiction. Cinema e pratiche dell'immaginario" (1977-80, con Ellis Donda, Michele Mancini, Giuseppe Perrella e Renato Tomasino), collaborò  a "Filmcritica" (anche nel direttivo), "Casabella", "La città di Riga. Rivista d'arte", "Fata Morgana", "La Corte", "Spirali" e alla rivista on-line "La furia umana". 
Scrisse monografie su Billy Wilder, Erich von Stroheim, Roman Polański, Antonin Artaud e Carmelo Bene. Altri suoi contributi sono in convegni e volumi collettivi dedicati alla scenografia cinematografica, alla rappresentazione della città nel cinema e a registi quali Aleksandr Dovženko, Michelangelo Antonioni, Max Ophüls, Martin Scorsese, Clint Eastwood, Fritz Lang, Blake Edwards, Stanley Donen, John Boorman e Raúl Ruiz.

## Opere
- (con Michele Mancini e Umberto Silva), La costruzione del labirinto. La scena, la maschera, il gesto, la cerimonia, Milano: Mazzotta, 1974
- Billy Wilder, Firenze: La nuova Italia, 1976, 1984; Milano: Il Castoro Cinema, 1995, 2006
- Il nome e la lettera, in Joseph Losey e Franco Solinas, Mr Klein, Torino: Einaudi, 1977
- Distruggere l'architettura, Milano: Serra e Riva, 1979
- Erich von Stroheim, Firenze: La nuova Italia, 1979
- (con Michele Mancini), Ombre urbane. Set e città dal cinema muto agli anni '80, Roma: Kappa, 1982
- (con Vieri Quilici e Cristiana Coraggio), Tor di Nona, storia di un recupero, Roma-Bari: Laterza, 1991
- Roman Polański, Recco: Le mani, 1997 ISBN 88-8012-052-2
- Il cinema e il sacro, Recco: Le mani, 1998 ISBN 88-8012-100-6
- Antonin Artaud: un'ombra al limitare d'un grande grido, Palermo: L'epos, 2001 ISBN 88-8302-163-0
- Boxare con l'ombra. Cinema e pugilato, Recco: Le mani, 2004 ISBN 88-8012-270-3
- L'immagine estrema. Cinema e pratiche della crudeltà, Milano: Costa & Nolan, 2005 ISBN 88-7437-019-9
- a cura di, Senso come rischio: 60 anni di Filmcritica, prefazione di Edoardo Bruno, Recco: Le mani, 2010 ISBN 978-88-8012-515-0
- Fantasmi dell'abitare. La casa e l'immaginario: film, scrittura, architettura, Roma: Prospettive, 2011 ISBN 978-88-89400-57-9
- Trame del fantastico. Riflessi e sogni nel cinema, Cosenza: Pellegrini, 2011 ISBN 978-88-8101-715-7
- Alla ricerca del corpo perduto. Perversione e metamorfosi del cinema, Roma: Bulzoni, 2012 ISBN 978-88-7870-633-0
- Carmelo Bene: il cinema oltre se stesso, Cosenza: Pellegrini, 2012 ISBN 978-88-8101-832-1
- Ontologia del corpo nel cinema comico, Roma: Fondazione Ente dello spettacolo, 2014 ISBN 978-88-85095-75-5
- Metamorfosi dei corpi mutanti. Il divenire-altro delle creature cinematografiche, Roma: Timía, 2016 ISBN 978-88-99855-08-6
- La parata dei fantasmi, Torino, Accademia, 2018
- Cercatori di felicità (con Antonio Attisani), Torino, Accademia, 2018
- Chantal Akerman. Uno schermo nel deserto (con Ilaria Gatti), Roma, Fefè ed., 2019
- Romanzo: Urlare. Si fa presto a dire matti, Roma, Timia ed. 2022
- L'enigma del racconto, Roma, Timia ed. 2022